# Cattedrale di Nostra Signora (Haderslev)
La cattedrale di Nostra Signora (in danese: Haderslev Domkirke o Vor Frue Kirke) è la chiesa principale di Haderslev, in Danimarca.